# 石屋真梁
石屋真梁（せきおくしんりょう、興国6年/ 貞和元年（1345年） - 応永30年（1423年）5月11日）は南北朝時代から室町時代前期の曹洞宗の僧。總持寺20世。

## 略歴
薩摩国日置郡伊集院（現・鹿児島県日置市）に生まれ、俗姓は藤原氏。父の伊集院忠国は島津氏の祖島津忠久の後裔といい、母は阿多氏。
観応元年/正平5年（1350年）、6歳で広済寺に入って童役となり、延文4年/正平15年（1359年）に16歳で山城国南禅寺の蒙山智明の元で出家。その後は東陵永璵、古剣智訥、大拙祖能など諸方の禅師を訪れたが、中でも東陵永璵は真梁の骨相が清奇であることを喜び「石屋」という名を与えたと云う。摂津国の永澤寺を訪れて通幻寂霊に拝した真梁はその門下となって曹洞禅を修め、後に「通幻十哲」の一人に数えられたほか、了庵慧明とともに「二神足」と呼ばれた。
康応2年/元中7年（1390年）、島津大道が妙円寺を創建した際にその開山として招かれ、応永元年（1394年）には島津元久が創建した福昌寺の開山にもなっている。応永15年（1408年）には能登国總持寺の輪住を務め、応永23年（1416年）に福昌寺を退いたのち西来寺の住持となった。この間、応永17年（1410年）には長門国の守護代・鷲頭弘忠に招かれて大寧寺の前身となる康福寺の開山となるなど、石屋派は九州にとどまらず中国地方にも広まった。
応永30年（1423年）5月11日、師である通幻の三十三回忌のため訪れていた永澤寺にて示寂した。墓所は福昌寺と永澤寺にある。法嗣には竹居正猷、覚隠永本などが知られる。